# Dôme des Pichères
Dôme des Pichères – szczyt w Alpach Graickich, części Alp Zachodnich. Leży we wschodniej Francji w regionie Owernia-Rodan-Alpy. Należy do masywu Vanoise. Szczyt można zdobyć ze schroniska Refuge de Plaisance (2160 m). Należy do Parku Narodowego Vanoise.